# Marlee Matlin
Marlee Beth Matlin (Morton Grove (Illinois), 24 augustus 1965) is een Amerikaanse actrice, vooral bekend door haar hoofdrol in de speelfilm Children of a Lesser God uit 1986, waarvoor zij een Oscar en een Golden Globe kreeg.
Matlin werd geboren in een Joods gezin in Morton Grove en raakte, als gevolg van de zesde ziekte, na 18 maanden een groot deel van haar gehoor kwijt. Ze studeerde af aan het Harper College in Palatine.
Haar debuut in Children of a Lesser God leverde haar direct een Golden Globe en Oscar op. In deze film speelt ze een dove medewerkster op een school voor dove kinderen. Marlee Matlin en haar tegenspeler William Hurt waren ook in werkelijkheid een tijd getrouwd. 
Verder vervulde ze rollen in Reasonable Doubts, The West Wing, Picket Fences en The L Word. Ze speelde Amanda in de documentaire What the Bleep Do We Know!? en het vervolg What the Bleep: Down the Rabbit Hole. Ook is ze uitvoerend producent van en hoofdrolspeelster in de film Silent Knights.
In 2009 kreeg Matlin een ster op de Hollywood Walk of Fame. Ze is beschermvrouwe van de M.S. Noordam van de Holland-Amerika Lijn.
Sinds 1993 is ze getrouwd met Kevin Grandalski, met wie ze vier kinderen heeft.
- Bibsys: 98032004
- Bibliothèque nationale de France: cb14204586z (data)
- CiNii: DA16953787
- Gemeinsame Normdatei: 135907217
- International Standard Name Identifier: 0000 0001 1494 1387
- Library of Congress Control Number: no99051177
- MusicBrainz: 70f46db9-3f20-4576-bd0d-73999722f5d9
- Bibliotheek van het Japanse parlement: 01100899
- Nationale Bibliotheek van Tsjechië: xx0159389
- Nationale Bibliotheek van Israël: 987007392089105171
- Nationale Bibliotheek van Polen: a0000001739779
- Nederlandse Thesaurus van Auteursnamen: 073339903
- Système universitaire de documentation: 143122371
- Virtual International Authority File: 80343754
- WorldCat: E39PBJgtcJJkKFFYRycmpKrKBP